# Мова (роман)
Мо́ва (кит.: 墨瓦) — роман у жанрі антиутопії білоруського письменника і журналіста Віктора Мартиновича, вперше виданий в 2014 році. Має підзаголовок «Просто стійте поруч: до вас підійдуть» біл. Проста стойце побач: да вас падыдуць. Роман став четвертим великим твором Мартиновича і другим — написаним їм на білоруській мові. За авторською думкою, твір можна віднести до жанру «соціальної фантастики» або «лінгвістичного бойовика». Перша автограф-сесія з публікацією роману відбулася 10 вересня 2014 р. у м. Мінськ, а перша повноцінна презентація — 23 вересня 2014 р. у м. Вітебськ.

## Історія створення
Мартинович працював над романом близько 3-4 років. Процес його роздумування почався з допису білоруської письменниці Марії Мартисевич, де вона порівняла умови торгівлі білоруською літературою з наркоторгівлею.
|               | Книгу білоруською сьогодні в місті знайти так само складно, треба шукати бункер або дилера. Цей допис запустив процес роздумів, що тривав близько 3-4 років. Поступово народжувався сюжет. Можна сказати, це самий продуманий з моїх сюжетів, |
| — Мартинович. | |

Незважаючи на пригодницько-детиктивний сюжет, автор спробував зібрати в романі своє «розуміння багажу проблем, пов'язаних із білоруською ідентичністю, із культурою, мовою та історією. З тутейшістю, з провінційністю, з готовністю відмовитися від свого».

## Типологія «мови»
Мова в романі Мартиновича є наркотиком класу «несубстанційних психотропів» (с. 67, с. 161), що впливає безпосередньо на психіку без шкоди для тіла (с. 13). Застосування мови тягне за собою втрату просторової й тимчасової орієнтації, візуальні та слухові галюцинації з чітким етнографічним ефектом. У одному з місць роману автор визначає мову як «єдиний нематеріальний наркотик, що впливає на тутешніх людей», білорусів (с. 69), в іншому — уточнює, що мова не діє на жителів за межами краю, наприклад, на тих, "хто живе в м. Москва або в м. Новосибірськ «(с. 162).
Поширення мови відбувається за допомогою спеціальних „сувоїв“ — надрукованих або написаних цитат із різних літературних творів. Імовірно, вплив мови на психіку відбувається через прочитання незвичайних „психоделічних“ звернень, синтаксичних поєднань, неповторних лексико-граматичних одиниць, що зустрічаються у свитках. Досягнення повторного ефекту вимагає збільшення мовної дози (с. 129), тобто більшої кількості прочитаного тексту. До того ж, повторне прочитання одного й того ж сувою не дає колишнього ефекту (с. 62).
Сувої з мовою бувають різної якості та довжини, а найдорожчими вважаються сувої з цілих сторінок друкованих видань. Поширенням мови займаються організовані угруповання китайців, циган та приватні торговців („дилерів“). За вживання мови статтею 264 Кримінального кодексу Союзної держави Китаю та Росії передбачено ув'язнення до 10 років, за продаж — смертна кара (с. 35-40). Виконання законодавства в галузі поширення наркотиків (в тому числі мови) забезпечує „Держ.наркоконтроль“.

## Епіграф
Для епіграфу до роману застосована цитата зі статті французького філософа Ролан Барта „Риторика образу“ (1964 р.), присвячений аналізові візульного образу як знаково-комунікаційної системи:
|  | ...причому будь-який подібний словник, хоч би якою була його глибина, являє собою код. Оскільки сама наша психея (як зараз вважають) структурована так, як мова. Крім того, чим глибше ми занурюємося у нетрі людської психіки, тим більше розрідженими робляться пропуски між знаками |

Згідно Барта, розуміння спостерігачем певного візуального образу залежить від культурного коду, до якого приєднаний суб'єкт спостереження, від типів знання, які він проектує на образ, і, разом з тим, тісно пов'язані з його щоденною практикою, національною приналежністю, культурним і естетичним рівнем: „Зображення може бути по-різному прочитане декількома різними суб'єктами <…> і одна йі та ж лексема може мобілізувати різні словники“. Відповідно, „мова“ в романі виступає для білорусів (так званих „корінних жителів північно-західних територій“) особливим сплетінням знаків або кодом, що тільки в них одних викликає особливу ейфорію, що не проявляється в інших громадян „Союзної держави“.

## Сюжет
Події відбуваються в 2044 р. (або в 4741 р. — за китайським календарем), у м. Мінськ, що знаходиться на Північно-Західних територіях Союзної держави Китаю та Росії. Сюжет базується на двох паралельних наративах — контрабандиста і наркоторговця Сергія („бариги“) і затятого наркомана („Джанкі“), які зустрічаються тільки в кінці роману.

### Барига
Сергій завозить в „Союзну державу“ з Європи наркотичний засіб („мова“), який знаходиться під суворою забороною. Після однієї з вдалих поїздок за кордон по мову на Сергія відбувається незвичайний напад. У двох китайців на мотоциклі з допомогою вудки намагаються відібрати у нього рюкзак, проте невдало: волосінь рветься, гачок залишається в тканині рюкзака, а сам Сергій отримує сильні пошкодження після падіння на асфальт. Через деякий час він розуміє, що в рюкзаку був захований незвичайний скарб: підкладені кимось у Варшаві збірки Сонет на „мові“ невідомого Сергію Вільяма Шекспіра. Далі з'ясовується, що книгу йому підклав представник тріади „Світлий шлях“ — мінського відділення китайської кримінальної організації, яка намагається контролювати поширення наркотику на Північно-Західних територіях. Тріади виходять на Сергія, намагаючись безтурботно забрати книгу, яку, як вони вважають, Сергій приховує в своїй квартирі. Однак, коли вони повертаються з господарем по книгу, в будинку Сергія відбувається вибух, що знищує все його майно. Тріади впевнені в знищенні книги, тому просто відвозять Сергія до тітки — білоруського заступника Північно-Західних територій, яка стала одним з керівників тріад після примирення, досягнутого між ними та білоруським збройним опором.
Тітка пояснює Сергію справжнє значення мови й причини її незвичайного впливу на місцевий люд. Власне, основним мотивом тітки отримати книгу з сонетами було бажання дізнатися забутих білоруських слів, а перш за все — про третє слово на позначення відносин між чоловіком і жінкою, особливий синонім до понять „кохання“ й „любові“, застосований колись перекладачем і поетом Володимиром Дубівкою. З плином часу це слово зникло з білоруської лексики, яка, за словами тітки, була хоча вони обидва „проріджені з кулеметів заборони“ (с. 171) російсько-китайською владою.
Мінські тріади намагаються відродити білоруську мову, і їх зусилля знаходять відгук у Сергєєвім серці. Через деякий час він відмовляється торгувати мовою, а його зустрічі з тіткою частішають. Сергій тримає в таємниці, що книгу йому вдалося зберегти, бо вона завжди була при ньому в рюкзаку. Він вдає, що намагається на пам'ять відновити невідомі слова, щоб залишатися цікавим тітці, яка йому, очевидно, подобалась.
Тріади дізнаються, що незабаром влада готує наступ на їх підпілля, тому глава бойового крила „Світлого шляху“, білорус Сварог, вирішує діяти на випередження. Він здійснює захоплення телевізійного центру, перериваючи ефір трансляцією заздалегідь озвученої статті про рідне слово справжньої тітки — білоруської літераторки Алоїзи Пашкевич. Але цей теракт був пригнічений, майже всі бойовики постріляні були владним спецпризом, єдиний з учасників нападу на прізвисько Дьоготь тікає в сторону Китаю.

### Джанкі
Друга лінія являє собою життєпис неназваного „мов наркота“, що став споживачем мови через випадкову дівчину в нічному клубі. Саме через його міркування читач найбільше дізнається про характер „мовної“ залежності, способи набуття й споживання мови, а також про її юридичний статус. Цей герой вважає себе інтелектуалом і зневажливо ставиться до більшості громадян. Тривалий час він працює в рекламному агентстві копірайтером і складає творчий тандем із досвідченим користувачем мови Ганіним. Через деякий час герой випитує в Ганіна адресу наркодилера Сергія, який постійно забезпечує його колегу якісними зразками мови. На жаль, через деякий час Сергій відмовляється продавати герою чергові дози і взагалі стверджує, що настала перерва торгівлі.
У той же день героя заарештовують представники Держнаркоконтролю. В ізоляторі герой знайомиться зі слідчим, що назвався Льосиком і повідомляє про „далекоглядне“ рішення влади незабаром амністувати всіх споживачів мови та залишити покарання тільки для її розповсюджувачів. Між іншим, слідчий зачіпає тему надмірних доходів дилера Сергія, який ніби на гроші залежних від мови людей побудував собі нову квартиру (насправді, після вибуху в квартирі гроші на її реновацію видаткували з державного бюджету).
Героя відпускають з ізолятора, і він одразу йде до Сергія, де в нападі гніву вбиває його та забирає з собою книгу з сонетами Шекспіра. Цю книгу як наркотик він має споживати самостійно до щасливогої старості.
Тим часом, рішення державних служб легалізувати вживання мови має свої наслідки. На кожному розі людних вулиць є агенти, які продають сувої з мовою, що спочатку містять дивні помилки у вигляді описок або навмисно спотворених фрагментів. Ціни на ці сувої нижче, ніж у тріаді, тому доходи останніх значно скорочуються. У бажанні з'ясувати обставини справи і розділити зони впливу з новими гравцями на ринку, тріади домовляються з ними на беззбройні переговори. Але під час зустрічі останні бойові загони „Світлого шляху“ лицемірно були розстріляні.
Торгувати якісною мовою більше не вистачає кому. Споживання мови з помилковим кодом зростає, її розуміння стає все більш важким для самих носіїв, і люди перестають користуватися мовою. Мова вмирає.

## Географія подій
Початок роману відбувається у м. Варшаві, де „барига“ Сергій набуває сувої з мовою, щоб переправити їх до м. Мінська. У Варшаві панує культ споживацтва, шопінг перетворений на релігію, відображенням чого є храми-бутики, що розташовані в колишньому Палаці культури і науки. Все це, на думку героя, є рисами „збіднілої мультикультурної Європи“, яка чітко протиставляється „заможному, гідному, моноетнічному російському Китаю“ (с. 20).
Мінськ, де розгортаються основні події роману, — є містом на північному заході „Союзної держави“, до якої культурні впливи добираються через 20-30 років після того, як стали модними в метрополії (с. 14). Відповідно, на всьому архітектурному вигляді міста лежить ознака відсталості і провінційності.

### Райони, вулиці й будівлі, що згадуються в романі
- Мінський залізничний вокзал (с. 28);
- Няміга (Шанхай або Чайна-таун, с. 39, 83-85);
- площа Перемоги (площа „Мертвих“, с. 41);
- Зелений Луг (с. 43-44, 182);
- Борова (с. 70);
- майдан Незалежності (площа „Залежності“, с. 128);
- вулиця Інтернаціональна і вулиця Комсомольська (с. 139—142);
- Троїцьке передмістя (с. 147).

## Мова твору
Оригінал роману писався білоруською мовою. Однак перше видання, відповідно до авторського задуму, вийшло також і російською мовою, щоб з'єднати білоруську читацьку аудиторію
|  | На цей раз я вирішив, що потрібно з'єднувати аудиторію. Білорус, цей текст прочитає по-російськи, обов'язково і гарантовано буде шукати його білоруський варіант. У цьому сенс цієї естетичної провокації, тому що квінтесенцією цього роману є сама мова |

Переклад на російську мову здійснила Лідія Михеєва. Деякі елементи в ньому адаптовані для розуміння іноземного російськомовного читача (наприклад, площа Залежності перетворилася на площу ЄврАзЕС). Переклад був виданий одразу у двох версіях: паперовій та електронній. Видання електронної версії білоруськомовного оригіналу Мартиновича не передбачалося спочатку.
Незважаючи на те, що білоруська мова в романі виступає як „альтернативний світ“, деякі читачі відзначили, що російськомовний переклад виглядає органічнішим ніж оригінал і більше відповідає концепції твору, оскільки в ньому чіткіше визначається проникнення чужорідної мови в російський текст.

## Публікації роману в Білорусі
| Видання                      | Рік  | Обкладинка | Автор обкладинки                                                                                   | Видавництво          | Наклад              |
| ---------------------------- | ---- | ---------- | -------------------------------------------------------------------------------------------------- | -------------------- | ------------------- |
| Перше видання                | 2014 |            | Анатоль Лазар (Adliga Studio)                                                                      | „Кнігазбор“          | 1000 + 700 (додат.) |
| Перше російськомовне видання | 2014 |            | Ганна Крук, Кася Сирамалот, в оформленні використана картина Йосипа Дроздовича „Космополіс“ (1931) | „Логвінаў“, „Пяршак“ | невідомо            |
| Друге видання                | 2014 |            | Артур Вакаров (Adliga Studio)                                                                      | „Кнігазбор“          | 500                 |

## Критика
В основному, роман був зустрінутий доброзичливо читачами й критиками. Михайло Боярин зазначив: „Мова“ читається стрімко і цільно, а потім сниться, захоплює і обдаровує. <…> Книгу хочеться розтягати на цитати. За останні п'ятнадцять років це найцікавіший білоруський роман, який я читав».
Андрій Расинський зазначив вплив на сюжет роману англомовних антиутопії «451 градус за Фаренгейтом» Бредбері, «Дивовижний новий світ» Гакслі і «Дюна» Герберта і назвав роман «захоплюючою книгою». Окремою джерелом натхнення для Мартиновича міг стати роман «Шабани. Історія одного зникнення» Бахаревича, насичений мовно-історичною рефлексією й відомий по-перше описом Шабанів майбутнього.
Негативні риси роману відзначила Катя Рускевич («стиль і штампи», надмірний «жіночий глянець»), а Тихон Чернякевич: «Роман „Мова“ гладкий, як нектарин, сентиментальний до рожевості й абсолютно не страшний, хоча задуманий, за словами автора, як драма і антиутопія». До того ж, щодо критика, то автор демонструє «некомпетентність … в білоруській ліричній традиції», обираючи для «мовних» вставок у роман слабкі та «найприметивніші» вірші (як у випадку з «Метелик» Володимира Жилки).

## Цікаві факти
- Презентація роману в м. Гродно 23 жовтня 2015 р. проходила в греко-католицькій парафії «Матері Божої Фатімської», але була перервана міліцією і представником місцевого виконкому, які заявили, що буцімто «приміщення не пристосоване для громадських зустрічей, а організатори не отримали належний дозвіл на проведення заходу»[14][15][16]. Цікаво, що в той же день президент Білорусі Олександр Лукашенко проводив зустріч із представниками творчої інтелігенції, де озвучувалося питання про сприяння літературному процесові.
- Видання роману породило хвилю різноманітного художнього завзяття його читачів. Ентузіасти випустили футболки з ієрогліфами «МО» і «ВА» в стилі модних вишиванок, а художниця Наталя Гаряча зробила виставку графічних робіт за мотивами роману[17]. Сам автор слідами свого твору пророкував «татуювання із зображенням мовних» ієрогліфів, англ. street art із образом мови «ў», перформанси на площі «Мертвих» і поява провідників по невидимому поки що мінському Чайнатауні"[18].